# Shine It On
"Shine It On" é o segundo single da Marya Roxx. O single foi lançado em setembro de 2006 e alcançou o 48º lugar na Alemanha e o 53º na Áustria.

## Faixas
1. "Radio Edit"
2. "Unplugged Version"
3. "Extended Version"
4. "Classical Version"
5. "Video"

## Desempenho nas paradas musicais
| Paradas musicais                   | Melhor Posição |
| ---------------------------------- | -------------- |
| Alemanha – Germany Top 100 Singles | 48             |
| Áustria – Ö3 Austria Top 40        | 53             |